# Qarabulaq (ort)
Qarabulaq (armeniska: Martunashen, Մարտունաշեն, azerbajdzjanska: Martunaşen) är en ort i Azerbajdzjan.   Den ligger i distriktet Xanlar Rayonu, i den centrala delen av landet, 300 km väster om huvudstaden Baku. Qarabulaq ligger 1 029 meter över havet och antalet invånare är 252.
Terrängen runt Qarabulaq är lite bergig. Närmaste större samhälle är Yelenendorf, 14,9 km norr om Qarabulaq.
Trakten runt Qarabulaq består till största delen av jordbruksmark. Runt Qarabulaq är det ganska glesbefolkat, med 43 invånare per kvadratkilometer.